# فيلينو
فيلينو (بالإيطالية: Felino)‏ هي بلدية في مقاطعة بارما في إقليم إميليا رومانيا الإيطالي.

## السكان
في سنة 1861 بلغ عدد السكان 2٬765 نسمة، وتطور العدد ليصل في سنة 2011 لـ 8٬621 نسمة.
يظهر هذا المخطط البياني تطور النمو السكاني لـ فيلينو